# گافلیسپیتس
گافلیسپیتس (به لاتین: Gafleispitz) یک کوه در لیختن‌اشتاین است که در لیختن‌اشتاین واقع شده‌است. گافلیسپیتس ۲٬۰۰۰ متر بالاتر از سطح دریا واقع شده‌است.